# Hôtel Matignon
Hôtel Matignon – oficjalna siedziba premiera francuskiego rządu, położona przy rue de Varenne 57, w siódmej dzielnicy Paryża, na wschód od Pałacu Inwalidów. Budynek został zbudowany w 1721 dla François Henri de Montmorency-Bouteville - marszałka Francji, który jednak sprzedał posiadłość Jakubowi Goyon de Matignon.
Hôtel Matignon lub samo Matignon to również zwyczajowa nazwa określająca francuski rząd.